# Матвеева, Анна Александровна
А́нна Алекса́ндровна Матве́ева (род. 19 января 1972, Свердловск, РСФСР, СССР) — российский писатель и журналист, редактор.

## Биография
Анна Матвеева родилась 19 января 1972 года в Свердловске в семье лингвистов, преподавателей Уральского государственного университета имени А. М. Горького.
Училась в средней общеобразовательной и музыкальной школах. После окончания средней школы поступила на факультет журналистики Уральского государственного университета, который окончила в 1994 году. Работала журналисткой в «Областной газете», журнале «Стольник», пресс-секретарём «Золото-Платина-Банка».
Никогда не прекращала занятий журналистикой и литературным редактированием.
В 2002—2010 годах была членом редакционного совета журнала «Урал».
8 сентября 2023 года было официально объявлено, что Анна Матвеева станет автором текста Тотального диктанта 2024 года.
Живёт и работает в Москве.

### Семья
- Дед — Константин Константинович Матвеев (1875—1954), российский и советский минералог, один из основателей Екатеринбургского горного института и Уральского геологического музея.
- Бабушка — Ксения Михайловна Матвеева (урождённая Лёвшина), первая заведующая кафедрой иностранных языков Свердловского горного института. Происходила из дворянского рода Левшиных.
- Родители:
  - Отец — Александр Константинович Матвеев (1926—2010), советский и российский лингвист.
  - Мать — Тамара Вячеславовна Матвеева (урождённая Марадудина, р. 1944), советский и российский лингвист.
- Единокровный брат — Андрей Александрович Матвеев (1954—2019), советский и российский писатель, журналист.
- Брат — Константин Александрович Матвеев (р. 1969).
- Муж (с 1998) — Иннокентий Викторович Шеремет (р. 1966), журналист, менеджер; основатель и директор Телевизионного агентства Урала (ТАУ).
  - Дети:
    - Тимофей Иннокентьевич Шеремет (р. 1999).
    - Егор Иннокентьевич Шеремет (р. 1999).
    - Фёдор Иннокентьевич Шеремет (р. 2002).

## Творчество
Первые публикации рассказов появились в середине 1990-х годов. В настоящее время опубликованы сборники рассказов, повести, романы «Заблудившийся жокей», «Па-де-труа», «Перевал Дятлова», «Небеса», «Голев и Кастро», «Найти Татьяну», «Есть!», "Катя едет в Сочи". Параллельно в периодических изданиях («Урал», «Новый мир», «Звезда», «Дружба народов», «Октябрь», «Знамя», «Сноб» и др.) и сборниках появлялись рассказы и маленькие повести.
Член Союза писателей России.

## Критика
Виктор Топоров, относивший Матвееву к уральскому магическому реализму, писал, что у всех представителей этого направления «(кроме замолчавшей Ирины Денежкиной) — самые серьёзные проблемы с PR; кто хоть когда-нибудь всерьёз говорит, допустим, об Анне Матвеевой?»
Дмитрий Быков, не просто выделивший повесть Матвеевой «Перевал Дятлова», но назвавший её «лучшей вещью в русской литературе 2001 года», об остальном творчестве Анны Матвеевой сказал, что «прочие тексты Матвеевой меня не особенно вдохновляют, это действительно хорошая женская городская проза, но не более того». Оценка Быкова относится к 2001 году; позже он её в целом не менял, сделав только спустя десять лет, в 2011 году, небольшую поправку, относящуюся к повести «Перевал Дятлова» — он назвал «Перевал Дятлова» «виртуозной книгой», «бессознательно-виртуозной <…>, ибо автор был неопытен».
Обозреватель финала конкурса «Большая книга» 2013 года Валерия Жарова из еженедельника «Собеседник» так характеризовала книгу Матвеевой «Подожди, я умру — и приду»:
Сборник рассказов Анны Матвеевой «Подожди, я умру — и приду» — едва ли не единственная во всём списке книга, написанная действительно хорошо, но за этим хорошим письмом — бессмысленные истории о жизни (читай: ни о чём); как если бы Роман Сенчин вдруг научился хорошо излагать, но по-прежнему не знал бы, что бы такого изложить.

## Литературные премии
- 2001 — Финалист премии имени Белкина (повесть «Перевал Дятлова»).
- 2002 — Лауреат премии журнала «Урал» (повесть «Сладкая отрава унижений»)[2].
- 2004 — Лауреат премии Lo Stellato (Салерно, Италия) за лучший рассказ 2004 года (рассказ «Остров Святой Елены»)[2].
- 2011 — Финалист премии имени Юрия Казакова (новелла «Обстоятельство времени»).
- 2013 — Финалист премии «Большая книга» (сборник рассказов «Подожди, я умру — и приду»)[7].
- 2015 — Финалист премии «Большая книга» (сборник рассказов «Девять девяностых»)[8].
- 2015 — Приз читательских симпатий по результатам читательского голосования премии «Большая книга» — за книгу «Девять девяностых»[9];
- 2017 — премия имени П. П. Бажова за книгу «Горожане»[10].
- 2022 — Приз читательских симпатий по результатам читательского голосования премии «Большая книга» — за роман «Каждые сто лет»[11].

## Литературные произведения

### Романы
- Па-де-труа
- Небеса
- Есть!
- Завидное чувство Веры Стениной
- Каждые сто лет

### Повести
- Перевал Дятлова
- Сладкая отрава унижений
- Взятие Бастилии (2015)
- Найти Татьяну

### Рассказы
- Остров Святой Елены
- Обстоятельство времени
- Спрятанные реки. Истории о попутчиках (сборник)
- Девять девяностых (сборник)
- Горожане. Удивительные истории из жизни людей города Е. (девять новелл)
- Подожди, я умру — и приду (сборник)
- Картинные девушки. Музы и художники (сборник историй о натурщицах)
- Лолотта и другие парижские истории (сборник)
- Армастан (сборник)
- Катя едет в Сочи и другие истории о двойниках (сборник)

### Публикации Анны Матвеевой

#### Книги
- Матвеева Анна. Заблудившийся жокей: Рассказы, очерки. — Екатеринбург: Уральское литературное агентство, 1999.
- Матвеева Анна. Па-де-труа: Роман, повесть, рассказы. — Екатеринбург: У-Фактория, 2001.
- Матвеева Анна. Па-де-труа: Роман, повесть, рассказы. — Екатеринбург: У-Фактория, 2002.
- Матвеева Анна. Небеса: Роман. — М.: АСТ, 2004. (в двух вариантах: обычный формат и покетбук)
- Матвеева Анна. Голев и Кастро. — М.: АСТ, 2005. (в двух вариантах: обычный формат и покетбук)
- Матвеева Анна. Перевал Дятлова. — М.: АСТ, 2005. (в двух вариантах: обычный формат и покетбук)
- Матвеева Анна. Найти Татьяну: Повесть и рассказы. — М.: АСТ, 2007.
- Матвеева Анна. Есть! (роман о еде и телевидении). — М.: КоЛибри, 2010.
- Матвеева Анна. Подожди, я умру — и приду. — М.: Астрель: Редакция Елены Шубиной, 2012.
- Матвеева Анна. Девять девяностых. — М.: АСТ: Редакция Елены Шубиной, 2014.
- Матвеева Анна. Завидное чувство Веры Стениной. — М.: АСТ: Редакция Елены Шубиной, 2015.
- Матвеева Анна. Лолотта и другие парижские истории. — М.: АСТ: Редакция Елены Шубиной, 2016.

#### Публикации в сборниках
- Матвеева Анна. Остров Святой Елены (итал.) // Metamorfosi. Avagliano Editori, 2004.
- Матвеева Анна. Найти Татьяну // Наследницы Белкина. — М.: КоЛибри, 2010.
- Матвеева Анна. Обстоятельство времени // Всё о Еве. — М.: Астрель, 2012.
- Матвеева Анна. Обстоятельство времени // 14. Женская проза нулевых / Сост. Захар Прилепин. — М.: Астрель, 2012.
- Матвеева Анна. На озере // Толстый: литературный альманах. № 1. — М.—СПб.: Астрель, 2012.

#### Журнальные публикации
- Матвеева Анна. Перевал Дятлова: Повесть (Начало) // Урал. — 2000. — № 12.
- Матвеева Анна. Перевал Дятлова: Повесть (Окончание) // Урал. — 2001. — № 1.
- Матвеева Анна. Взятие Бастилии // http://magazines.gorky.media/october/2015/2/4m.html

### Об Анне Матвеевой
- Игрунова Наталья. Мартовские игры писателей // Известия. — 2001. — 29 марта.
- Новикова Лиза. Книги за неделю // Коммерсантъ. — 2001 — 1 августа.
- Быков Дмитрий. Быков-quickly: взгляд-26 // Русский журнал. — 2002. — 16 января.
- Чупринин С. И. Матвеева Анна Александровна // Чупринин С. И. Новая Россия: мир литературы: Энциклопедический словарь-справочник: В 2 т. Т. 2: М-Я. — М.: Вагриус, 2003. — С. 41.
- Анна Матвеева в списке «13 перспективных молодых авторов» // Коммерсантъ. — 2005. — 18 августа.
- Топоров Виктор. Послесловие // Наследницы Белкина. — М.: КоЛибри, 2010.
- Новикова Лиза. Анна Матвеева предложила рецепт «кулинарного» романа // INFOX.ru. — 2010. — 27 июля.
- Литовская Мария. Кухня фьюжн // Урал. — 2011. — № 1.
- Костырко Сергей. Про русский рассказ в 2011 году // Журнальный зал.
- Быков Дмитрий. Дмитрий Быков ищет скелеты в шкафу. Стоит ли возвращаться к нераскрытым преступлениям? // GQ. — 2012. — 10 февраля.
- Чупринин С. И. Матвеева Анна Александровна // Чупринин С. И. Русская литература сегодня. Малая литературная энциклопедия. — М.: Время, 2012. — С. 545.
- Топоров Виктор. EINMAL ist KEINMAL? // Фонтанка.ру. — 2012. — 2 октября.
- Елена Георгиевская, Анна Матвеева «Подожди, я умру и приду»
- Александр Етоев, Анна Матвеева «Подожди, я умру и приду»
- Владислав Толстов, Анна Матвеева «Подожди, я умру и приду»
- Станислав Секретов, Анна Матвеева «Подожди, я умру и приду»
- «Известия» — Первая и последняя версии «Перевала Дятлова»
- «Известия» — Анна Матвеева поняла, почему один человек не может быть лучше другого.
- Журнал «Итоги» — Просто, как жизнь
- Станислав Секретов. Родина // Homo Legens. — 2014. — № 4.